# 伊莎貝爾省
伊莎貝爾省（Isabel Province）是所羅門群島西北部的一個省，主島為聖伊莎貝爾島。面積4,136平方公里，2009年人口約26,158人，人口密度6人/平方公里。首府布阿拉。

## 著名人物
耶利米·曼内莱 – 自 2024 年起担任总理，出生于圣伊莎贝尔。